# Antoine Chiarisoli
Antoine Chiarisoli est un dirigeant de football français. 
En 1961, il est nommé président de la Ligue Nationale de Football (LNF), il sera remplacé par Jean Sadoul en 1967,.